# Xantina oxidasa

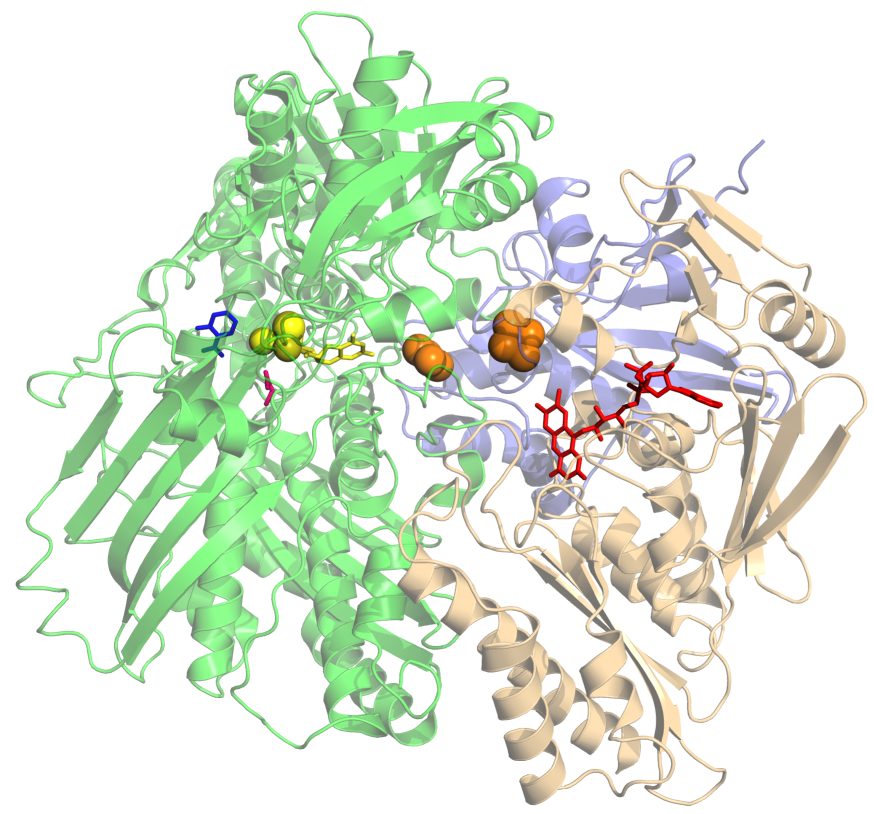
Estructura

La xantina oxidasa (en anglès:Xanthine oxidase XO,de vegades 'XAO') és una forma de xantina oxidoreductasa, un tipus d'enzim que genera espècies reactives de l'oxigen. Aquests enzims catalitzen l'oxidació de la hipoxantina a xantina i poden catalitzar posteriorment l'oxidació de la xantina a àcid úric. Aquests enzims tenen un paper important en el catabolisme de les purines en algunes espècies incloent els humans.

## Reaccions
Les següents reaccions químiques estan catalitzades per la xantina oxidasa: 
- hipoxantina + H₂O + O₂ {\displaystyle \rightleftharpoons } xantina + H₂O₂
- xantina + H₂O + O₂ {\displaystyle \rightleftharpoons } àcid úric + H₂O₂
- La xantina oxidasa també pot actuar en algunes altres purines, pterines, i aldehids. Per exemple, converteix amb eficiència 1-metilxantina (un metabolit de la cafeïna) a àcid 1-metilúric, però té poca activitat sobre la 3-metilxantina.[4]
- Sota algunes circumstàncies pot produir ió superòxid RH + H₂O + 2 O₂ {\displaystyle \rightleftharpoons } ROH + 2 O₂− + 2 H+.

## Estructura de la proteïna
Aquesta proteïna és gran, té un pes molecular de 270 kDa, i té dues molèculesflavin (enllaçades com FAD), 2 àtoms de molibdè i 8 àtoms de ferro per unitat enzimàtica. Els àtoms de molibè estan com cofactors de molibdopterina i són els llocs actius de l'enzim. Els àtoms de ferro són part dels grups sofre-ferro de la ferredoxina [2Fe-2S] i participen en les reaccions de transferència d'electrons.

## Importància clínica
La xantina oxidasa és un enzim productor de superòxid que es troba normalment en el sèrum i els pulmons i la seva activitat s'incrementa durant la infecció del grip A.
També la xaantina oxidasa està en la via metabòlica de formació de l'àcid úric, l'inhibidor de xantina oxidasa al·lopurinol es fa servir en el tractament de la gota.
La xantinúria és una rara malaltia genètica on la, deficiència de xantina oxidasa, s'acumula la xantina en la sang i pot produir col·lapse del ronyó.